# Vibrador bullet
Vibrador bullet é um modelo de vibrador criado para a estimulação clitoriana. Ele costuma ser pequeno, portátil e discreto. Seu nome vem de "bala" (do inlgês, "bullet"). Sua estética mais comum é o modelo que se parece com um batom ou um ovo. Ele é considerado um bom vibrador para iniciantes ou para viagens. Ele começou a ser fabricado nos anos 70.

## Uso
O vibrador bullet foi criado especialmente para a estimulação clitoriana. Ele é conhecido por sua versatilidade no uso. Seu uso para a penetração vaginal ou anal não é recomendado, devido ao seu formato não garantir um uso interno seguro. Porém, aguns modelos possuem uma corda, que permite que o brinquedo seja puxado caso ele "se perca" na virilha. Ele também pode ser usado para estimular outras partes do corpo, como pescoço, mamilos, coxas, joelho, períneo, virilha, pênis e testículos. O brinquedo sexual pode ser usado com lubrificantes ou géis.
Algumas versões são muito silenciosas, à prova d'água, recarregáveis por cabo USB ou oferecem diversas frequências de vibração.